# 卡特茲
卡特茲，是葡萄牙人在16世紀於印度洋實行的海上通行證制度，所有在葡萄牙帝國海域航行的外國商船也要向葡萄牙海軍購買許可證，否則就會被攻擊。

## 背景
卡特茲制度由葡萄牙王子航海家亨利於1443年開始，頒發給探險船隻，經葡萄牙國王和教皇同意，他在當時西非海岸壟斷了航權，後來國王為鼓勵葡萄牙和外國人在海外進行探索投資，也頒發卡特茲(其中1/5所得利益歸王室)。
正式的卡特茲牌照制度是在1502年創建的，以實行葡萄牙在印度洋廣泛地區的貿易壟斷為目的。這種牌照對葡萄牙人低價出售，其主要目的是確保商人在葡萄牙的交易部門繳納稅款，保證壟斷香料貿易和其他產品。正式來說，沒有這個文件，沒有船隻能在印度海岸航行，如外國商人沒有或不願以高價購買(主要是穆斯林，印度教和馬來人)，他們的船隻會被攻擊，貨物也被充公。每年，在季候風期間，葡萄牙艦隊巡邏海岸時也需要這份文件。
後來，隨著葡萄牙人失去影響力，卡特茲變成王室收入重要來源。